# Psycho III
Psycho III és una pel·lícula slasher nord-americana de 1986, i la tercera pel·lícula de la franquícia Psycho. És protagonitzada per Anthony Perkins, que també dirigeix la pel·lícula, repetint el paper de Norman Bates. Coprotagonitzen Diana Scarwid, Jeff Fahey i Roberta Maxwell. El guió està escrit per Charles Edward Pogue. La partitura de música electrònica original està composta i interpretada per Carter Burwell en un dels seus primers projectes. Psycho III no té relació amb la tercera novel·la Psycho de Robert Bloch, Psycho House, que es va publicar el 1990.
La pel·lícula té lloc un mes després dels esdeveniments de Psycho II on Norman Bates encara dirigeix el Bates Motel amb el cadàver d'Emma Spool encara assegut a la casa. Una monja suïcida, de qui Norman s'enamora, arriba al motel juntament amb un vagabund anomenat Duane Duke. Un periodista també intenta resoldre la misteriosa desaparició de la Sra. Spool mentre algú comença una altra onada d'assassinats.
Estrenada el 2 de juliol de 1986, Psycho III va recaptar 14,4 milions de dòlars a la taquilla dels Estats Units amb un pressupost de 8,4 milions de dòlars, convertint-se en la pel·lícula amb menys recaptació de la sèrie. Va rebre crítiques diverses de la crítica i va ser seguida per una preqüela televisiva, Psycho IV: The Beginning.

## Trama
El 1982, Norman Bates treballa al Bates Motel i viu amb el cadàver conservat de l'Emma Spool, una cambrera que li va dir que era la seva veritable mare. Quan Spool continua desapareguda després d'un mes, l'excap de Norman, Ralph Statler, i les forces de l'ordre locals es preocupen. Duane Duke, un músic mediocre que busca diners desesperadament, se li ofereix la feina d'assistent de direcció al motel. Tracy Venable, una periodista de Los Angeles, està treballant en un article sobre els assassins en sèrie que són posats en llibertat. Creient que Norman torna a matar, Tracy apareix al restaurant on treballa i intenta parlar amb ell. Norman s'obre a ella, però es distreu quan entra Maureen Coyle, una antiga monja jove i mentalment inestable. Maureen s'assembla a la seva antiga víctima, Marion Crane. Veient les inicials "M.C." a la seva maleta, Norman entra en pànic i surt del menjador.
La "mare" entra al bany de la Maureen aquella nit, amb la intenció de matar-la, només per descobrir que s'ha tallat els canells. El xoc d'això fa que Norman reafirmi la seva personalitat mentre una Maureen delirant confon la "Mare" sostenint un ganivet amb la Verge Maria amb un crucifix. Norman porta la Maureen a un hospital i li ofereix que es quedi el temps que necessiti. Després de ser donada d’alta, inicien una relació romàntica. Aquella nit, Duke recull una noia anomenada Red en un bar, però després que Red deixi clar que vol més que una aventura, Duke la rebutja. Red intenta trucar a un taxi, però la "mare" trenca la porta de la cabina telefònica i mata a punyalades Red. L'endemà, els turistes arriben al motel, planejant veure un partit de futbol americà. Tracy busca l'apartament de Spool, descobrint el número de telèfon del motel escrit a la portada d'una revista repetidament.
Patsy Boyle, l'única hoste sòbria del motel, és assassinada per la "mare". Norman troba el seu cos i l'enterra a la gelera del motel. L'endemà al matí, el xèrif Hunt i el diputat Leo semblen investigar la desaparició de Patsy. La Tracy explica a la Maureen el passat d'en Norman, la qual cosa fa que Maureen es quedi amb el pare Brian, que la va cuidar a l'hospital. Norman descobreix que el cadàver de Spool ha desaparegut i troba una nota que indica que ella es troba a la cabina 12. Duke extorsiona a Norman, amenaçant-lo amb denunciar-lo a la policia per assassinat tret que li doni una gran quantitat de diners. En una baralla posterior, Norman colpeja en Duke amb la seva guitarra fins que perd el coneixement. Norman condueix el seu cotxe fins al pantà amb els cossos de Duke i Patsy dins. Duke recupera la consciència i ataca Norman, que accidentalment condueix al pantà. Norman s'escapa del cotxe mentre Duke cau.
Tracy parla amb Statler sobre Spool i descobreix que estava treballant al restaurant abans que Statler el comprés a Harvey Leach. Tracy es reuneix amb Leach, un resident d'un centre de vida assistida, i se li informa que Spool també va ser institucionalitzada per assassinat. La Maureen es convenç que Norman és el seu veritable amor i torna al motel. Comparteixen un moment tendre al capdamunt de l'escala quan la "mare" crida furiós a Norman, despertant-lo. Perd l'adherència a les mans de la Maureen, fent-la caure per les escales, matant-la. Enfurismat, Norman promet a la "mare" que li ho farà pagar. Tracy entra a la casa i troba la Maureen morta, després veu en Norman vestit de "mare" amb un ganivet, però no pot fugir.
Tracy intenta raonar amb Norman explicant la seva història familiar: Emma Spool era la seva tia i estava enamorada del pare de Norman, però ell es va casar amb la seva germana, Norma. Spool va matar el pare d'en Norman i el va segrestar quan era nen, creient que era el nen "que hauria d'haver tingut amb ell". Quan la van atrapar, Norman va ser retornat a Norma mentre Spool era institucionalitzada. Tracy descobreix el cadàver de Spool al dormitori. Norman es treu el vestit. La "mare" li ordena que mati la Tracy, però quan en Norman aixeca el ganivet, ataca a la "mare" en lloc d'això, desmembrant el cadàver de Spool. El xèrif Hunt porta en Norman al seu cotxe patrulla. Hunt informa a Norman que no tornarà a sortir mai més de la institució, a la qual cosa Norman respon: "Però seré lliure... finalment seré lliure". A la part posterior del cotxe de la brigada, Norman acarona la mà tallada d'Emma Spool.

## Repartiment
- Anthony Perkins com a Norman Bates
- Diana Scarwid com a Maureen Coyle
- Jeff Fahey com a Duane Duke
- Roberta Maxwell com a Tracy Venable
- Hugh Gillin com a Sheriff John Hunt
- Robert Alan Browne com a Ralph Statler
- Gary Bayer com a pare Brian
- Lee Garlington com a Myrna
- Donovan Scott com a Kyle
- Karen Hensel com a germana Catherine
- Jack Murdock com a Lou
- Katt Shea com a Patsy Boyle
- Juliette Cummins com a Red
- Steve Guevara com a Deputy Leo
- Hugo Stanger com a Harvey Leach
- Janet Leigh com a Marion Crane (flashback)
- Claudia Bryar com a Emma Spool (flashback)

## Música
Totes les cançons foren escrites i compostes per Carter Burwell, llevat si s’assenyala. 
| 1. | «Scream of Love (Theme Song From the Motion Picture Psycho III)» | 3:47 |
| 2. | «Maureen in the Desert»                                          | 1:56 |
| 3. | «Dirty Street»                                                   | 3:37 |
| 4. | «Before and After Shower»                                        | 3:36 |
| 5. | «Warm as a Cry for Help»                                         | 2:20 |

| 6.  | «Sisters/Catherine Mary»       | 4:13 |
| 7.  | «Mother?»                      | 2:45 |
| 8.  | «Bad Boys and Body Bags»       | 3:53 |
| 9.  | «Revenge of a Thankless Child» | 2:47 |
| 10. | «Electroshock Waiting Room»    | 1:45 |

Carter Burwell va ser abordat per Perkins per compondre la partitura de la pel·lícula, ja que Perkins havia gaudit del treball de Burwell a Blood Simple. Perkins va declarar que volia portar la partitura en una direcció més contemporània que Jerry Goldsmith per la seva partitura més tradicional de Psycho II. Burwell va volar a Los Angeles i va gravar la partitura principalment en un equip de música electrònica Synclavier, augmentada per cors de dones i nens, així com percussió de Steve Forman.
Després que Universal suggerís que la pel·lícula contingués algunes cançons pop perquè la pel·lícula pogués ser comercialitzada per a la generació de MTV, Burwell va compondre i interpretar cançons amb els seus col·legues Stanton Miranda i Steve Bray. Després que Universal afirmés que les cançons no eren prou rendibles, Burwell va intentar crear una cançó amb el líder d'Oingo Boingo i després el naixent compositor de pel·lícules Danny Elfman, utilitzant samplejats de la partitura de Bernard Herrmann a l'original Psicosi. Aquesta idea també va ser rebutjada.
Universal finalment va acceptar que Burwell prengui un motiu de la partitura que havia compost i el desenvolupés en una cançó pop electrònica instrumental. La cançó "Scream of Love", coescrita pel saxofonista de jazz David Sanborn, va ser llançada com a senzill de 7" i es van encarregar una sèrie de remixes de ball a Arthur Baker i apareix a la versió de 12". MCA també va encarregar un vídeo musical per a la cançó amb Burwell, Perkins i una "Hitchcockian woman". Perkins va presentar el vídeo a MTV com a convidat VJ el 2 de juliol de 1986. La resta de cançons compostes per Burwell, Miranda i Bray es va utilitzar com a música de fons a la pel·lícula, tocada des d'aparells de música de cotxes i jukebox.
La partitura de Burwell va ser mostrada pel grup de hip hop Insane Poetry a "Welcome to the Grim Side", la introducció al seu àlbum de debut de 1992 Grim Reality, així com l’album de música electrònica del 1999 del músic britànic Aim, Cold Water Music.

## Estrena
Quan la pel·lícula es va estrenar el 2 de juliol de 1986, va guanyar 3,2 milions de dòlars el cap de setmana d'estrena i va guanyar 14,4 milions de dòlars bruts a la taquilla nacional, convertint-se en la pel·lícula de cinema amb menys recaptació de la sèrie Psycho.

## Resposta crítica
Les crítiques foren diverses. Vincent Canby de The New York Times va escriure una crítica generalment positiva, qualificant Perkins de "director molt acreditat" i el guió de Pogue "eficient", concloent que "Psycho III expressa el seu agraïment pel llegat de Hitchcock sense semblar que l'ha estafat". Variety va escriure que la pel·lícula "té els seus moments... val uns 20 minuts, però la resta és un farciment en què els cineastes intenten de manera alegre però inútil donar una nova vida a un cos cansat". Michael Wilmington de Los Angeles Times pensava que la pel·lícula era "millor en molts aspectes que 'II' ", però "falla la prova d'àcid de qualsevol seqüela. S'alimenta de l'original sense aprofundir-lo". Va afegir que "si la pel·lícula demostra alguna cosa, és que tothom hauria de donar un descans a Hitchcock". Paul Attanasio de The Washington Post la va anomenar "una pel·lícula de terror lúdica i artística" feta "molt divertida" per "l'humor morbós de Perkins i Pogue, el manera que han capturat l'esperit de Hitchcock i l'han fet seu". Tom Milne del The Monthly Film Bulletin va escriure que Perkins va fer "una actuació excel·lent", però " no hi ha gaire més a dir sobre Norman Bates".
Gene Siskel i Roger Ebert es van dividir per l'efectivitat de la pel·lícula. Al seu programa de televisió At the Movies, Ebert va valorar positivament la pel·lícula, dient que era una "pel·lícula molt millor que la segona part". i afegint, "en el seu primer esforç de direcció, Perkins demostra que coneix a Norman millor que ningú". Siskel, tanmateix, va donar a la pel·lícula una qualificació negativa de "polze cap avall", raonant que ell estava "apagat per part de la violència" i que la pel·lícula "és simplement posada allà".
Al setembre de 2022, la pel·lícula té una puntuació d'aprovació del 59% basada en 32 ressenyes a l'agregador de ressenyes Rotten Tomatoes, amb una puntuació mitjana de 5,5/10. El consens del lloc afirma: "Tot i que no es pot acostar a l'horror elemental de l'original, Psycho III fa un cas persuasiu, i negrament divertit, com a seqüela".

## Mitjans domèstics
Psycho III h'ha publicat quatre vegades en DVD. El llançament inicial va arribar l'any 1999 quan Universal Studios va llogar la pel·lícula a GoodTimes Home Video. El segon llançament va arribar el 2005 del propi Universal Studios. El tercer llançament va arribar el 2007 com a part d'un paquet de funcions triples amb Psycho II i Psycho IV: The Beginning. Shout Factory va llançar una edició especial en DVD i Blu-ray al setembre de 2013.